# Ovidiu Vlădescu
Ovidiu Al. Vlădescu (n. 31 august 1911, Galați, România) a fost un om politic român, care a îndeplinit funcția de secretar general la Președinția Consiliului de Miniștri și subsecretar de Stat la Președinția Consiliului de Miniștri pentru Românizare, Colonizare și Inventar (6 noiembrie 1943 - 23 august 1944) în guvernul Ion Antonescu (3).

## Decorații
- Ordinul „Steaua României” în gradul de Cavaler (9 mai 1941)[1]
- Ordinul „Steaua României” în gradul de Mare Ofițer (7 noiembrie 1941)[2]